# Akademisch-Soziale Arbeitsgemeinschaft Österreichs
Die Akademisch-Soziale Arbeitsgemeinschaft Österreichs (ASAG) ist ein in Österreich bestehender unpolitischer Verein von Universitäts-Absolventen mit sozialen und humanitären Zielen im Sinne der Völkerverständigung.
Die Akademisch-Soziale Arbeitsgemeinschaft Österreichs wurde 1924 von Oskar Fritz Bock, der auch der erste Obmann der ASAG war, in Wien als Nachfolgeorganisation eines „Akademischen Wohlfahrtswerks“ gegründet. Die Einrichtung hatte bereits kurz nach dem Ersten Weltkrieg mit privater Hilfe aus England und den USA ein  Studentenheim in Wien und ein Erholungsheim in Niederösterreich erworben, das ein Zusammentreffen österreichischer und ausländischer Studenten ermöglichen sollte. Die Statuten der ASAG bezeichneten die Völkerverständigung, vor allem auf  akademischer Ebene, die Toleranz gegenüber Andersdenkenden und die Unterstützung in- und ausländischer Studierender bei ihrer universitären und sozialen Entwicklung als Ziele. Bei der ASAG handelt es sich um eine „Kerntruppe“, die sich zur operativen Realisierung ihrer Ziele im Laufe der Jahre einer selbständigen Organisation bediente, des „Amts für Studentenwanderungen“, später „Büro für Studentenwanderungen“ und zuletzt „Büro für Studentenreisen“. Der Mitarbeiterstab dieser Organisationen war im Laufe der Jahre schwankend, aber stets wesentlich höher als jener der ASAG.

## Das Amt für Studentenwanderungen
Als ausführendes Organ zur Erreichung der Ziele  der ASAG wurde ein Amt für Studentenwanderungen gegründet, durch das internationale Zusammenkünfte, gemeinsame Touren sportlichen und  kulturellen Charakters – auch als Dank für die Hilfe während der Notzeit nach dem Ersten Weltkrieg – und die Pflege des Volkstanzes organisiert wurden. Die Reisen auf sportlicher Basis in Österreich und in andere Länder der Welt sollten österreichischen Studenten und ihren Kollegen aus Großbritannien und aus dem übrigen Ausland auf billigste Weise diese Länder näherbringen. Diese 1930 aufgenommenen Aktivitäten umfassten Reittouren nach Bulgarien und Island, Faltboottouren auf der Drina und auf den oberitalienischen Seen sowie eine Kreuzfahrt in der Ägäis. Partnerorganisation in Großbritannien war die The National Unions of Students (NUS). Daneben wurden Ferienaufenthalte für Schüler in Großbritannien vermittelt.
1937 und 1939 veranstaltete das Amt für Studentenwanderungen sogenannte Good-Will-Touren durch England und Südafrika, wobei der Volkstanz eine besondere Rolle spielte. 1940 musste das Amt für Studentenwanderungen kriegsbedingt stillgelegt werden.

## Neue Blüte
Nach dem Zweiten Weltkrieg nahm das Amt für Studentenwanderungen, (1950 in Büro für Studentenwanderungen umbenannt) seine Tätigkeit allmählich  wieder auf. Wieder bestand der wichtigste Teil der Tätigkeit darin, ausländische, akademisch gebildete Menschen mit geringen Geldmitteln, nach Österreich zu bringen und ihnen Land, Leute und Kultur durch ansässig Studierende auf der Basis freiwilliger und unbezahlter Mitarbeit zeigen zu lassen. Diese Mitarbeiter wurden dazu eingehend geschult. Neben Oskar Fritz Bock beteiligten sich  unter anderem Primarius Rudolf Jonas und Eduard Poisel an dieser Wiederaufbauarbeit. Schon im Sommer 1946 gab es wieder 21 je dreiwöchige Lager mit insgesamt 333 in- und ausländischen Teilnehmern. Aufgrund der guten privaten Kontakte zu Großbritannien beteiligte sich das Büro für Studentenwanderungen auch an der Gründungsphase der Österreichisch-Britischen Gesellschaft. Die Auslandsbeziehungen, vor allem nach Großbritannien, weiteten sich aus. Es gab in der Folge Wandertouren im Gebirge, Faltbootfahrten auf der Donau, Sommer-Ferienlager, Schilager und Städtetouren. 10 Jahre nach Ende des Zweiten Weltkriegs gab es  bereits insgesamt 15.921 Teilnehmer an diesen Veranstaltungen aus 57 Ländern der Welt, mehr Teilnehmer pro Jahr als je in der Vorkriegszeit. Dazu kamen (bis 1954) 124 Fahrten ins Ausland, an denen 1.752 österreichische oder in Österreich studierende Hochschüler teilnahmen. 1949 wurden die Good-Will-Touren mit großem Erfolg wieder aufgenommen (Skandinavien, USA, Kanada, Kuba, Neuseeland und Südafrika).
Die  Mitarbeiter des Büros für Studentenwanderungen traten dem Österreichischen Touristenklub bei und bildeten  als Sektion Akademische Berg- und Schigemeinschaft die größte Sektion in diesem alpinen Verein (diese Sektion wurde erst im Jahr 2000 aufgelöst). Im Jahr 1963 wurde auf Initiative von Fritz Kolb, des damaligen österreichischen Botschafters in Pakistan, ein  Team des Büros für Studentenwanderungen zur Erkundung  eines Schizentrums (Malam Jabba im Swat-Tal) nach Pakistan eingeladen.
Ab den 70er Jahren  nahm die Führungstätigkeit ab, bedingt durch die Konkurrenz kommerzieller Reiseveranstalter und den rückläufigen Bedarf an solchen Gruppenveranstaltungen. Das Büro für Studentenwanderungen änderte zunächst erneut seinen Namen in Büro für Studentenreisen, stellte aber seinen zuletzt in Form eines Studentenreisebüros geführten Betrieb im Jahr 1999 ein. Gemeinsame Auslandsreisen der ehemaligen Mitarbeiter des Büros für Studentenwanderungen, organisiert von Wolfgang Milan, hielten auch nach Schließung des Büros für Studentenreisen den Pioniergeist der Nachkriegsperiode wach.

## Volkstanz
Bereits 1946 nahm das  Amt für Studentenwanderungen (später: Büro für Studentenwanderungen) die Durchführung von Volkstanzkursen auf. Nach Übernahme der Leitung  dieser Kurse  durch Herbert Lager im Jahr 1949 nannte sich dieser Tanzkreis „Akademischer Volkstanzkreis Wien des Büros für Studentenwanderungen“ (AVK). An diesen Aktivitäten nahmen insgesamt rund 400 Studenten teil. Der AVK veranstaltete Good-Will-Touren nach Südafrika und „Begegnungsfahrten“ nach Schweden und Norwegen und nahm an den in Wien stattfindenden Volkstanzfesten (Kathreintanz) teil. Alljährlich im Juni (bis 1993) wurden in der Umgebung der Stadt Wien Feiern zur Sommer-Sonnenwende veranstaltet, die sich großer Beliebtheit erfreuten. In den Folgejahren wurden diese Aktivitäten wegen fehlenden Nachwuchses beim Büro für Studentenwanderungen eingestellt. Ein Freundeskreis  unter Leitung von Helmut Kurth pflegt den Volkstanz in Wien bis heute.

## Studienförderung
Die im Laufe der Jahrzehnte angesparten Mittel werden derzeit, laut Beschluss des Vorstandes der ASAG, in Form von Stipendien ausgeschüttet. In den Genuss kommen vornehmlich Studierende aus den Reformländern Mittel- und Osteuropas, die das JOSZEF-Programm der Wirtschaftsuniversität Wien absolvieren wollen, aber nicht über die dafür notwendigen Mittel verfügen. Bis zum Jahr 2008 konnten in enger Zusammenarbeit mit dem Zentrum für Auslandsstudien in Wien insgesamt 77 Studierenden Stipendien für die Absolvierung des JOSZEF-Programms verliehen werden. Für österreichische Studierende an der Technischen Universität Wien und an der Universität für Bodenkultur wurden bis dato etwa 100 Mobilitätsstipendien zur Durchführung von Auslandsstudien verliehen. Außerdem wurden wertvolle Musikinstrumente im Gesamtwert von € 135.000 angekauft und  begabten Studenten an der Musikuniversität Wien leihweise zur Verfügung gestellt und das Zentrum für Zeitgenössische Musik der Donau-Universität Krems mit € 5.000 gefördert.